# ʻOnevai
ʻOnevai (auch: Onevah) ist eine kleine Insel im Norden von Tongatapu im Pazifik. Sie gehört politisch zum Königreich Tonga.

## Geographie
Das Motu liegt auf der Nordseite der Piha Passage (Astrolabe Channel) vor der Nordküste von Tongatapu, gegenüber von Navutoka. Sie ist die größere „Schwester“ von Onevao im Südosten. Die nächstgelegenen Inseln sind Monuafe im Südwesten und Mokotau im Osten.
Zum Zeitpunkt des Zensus von 1996 lebten 8 Bewohner auf ʻOnevai. Mittlerweile ist die Insel unbewohnt.

## Klima
Das Klima ist tropisch heiß, wird jedoch von ständig wehenden Winden gemäßigt. Ebenso wie die anderen Inseln der Tongatapu-Gruppe wird ʻOnevai gelegentlich von Zyklonen heimgesucht.